# Gunzgen
Gunzgen is een gemeente en plaats in het Zwitserse kanton Solothurn en maakt deel uit van het district Olten.

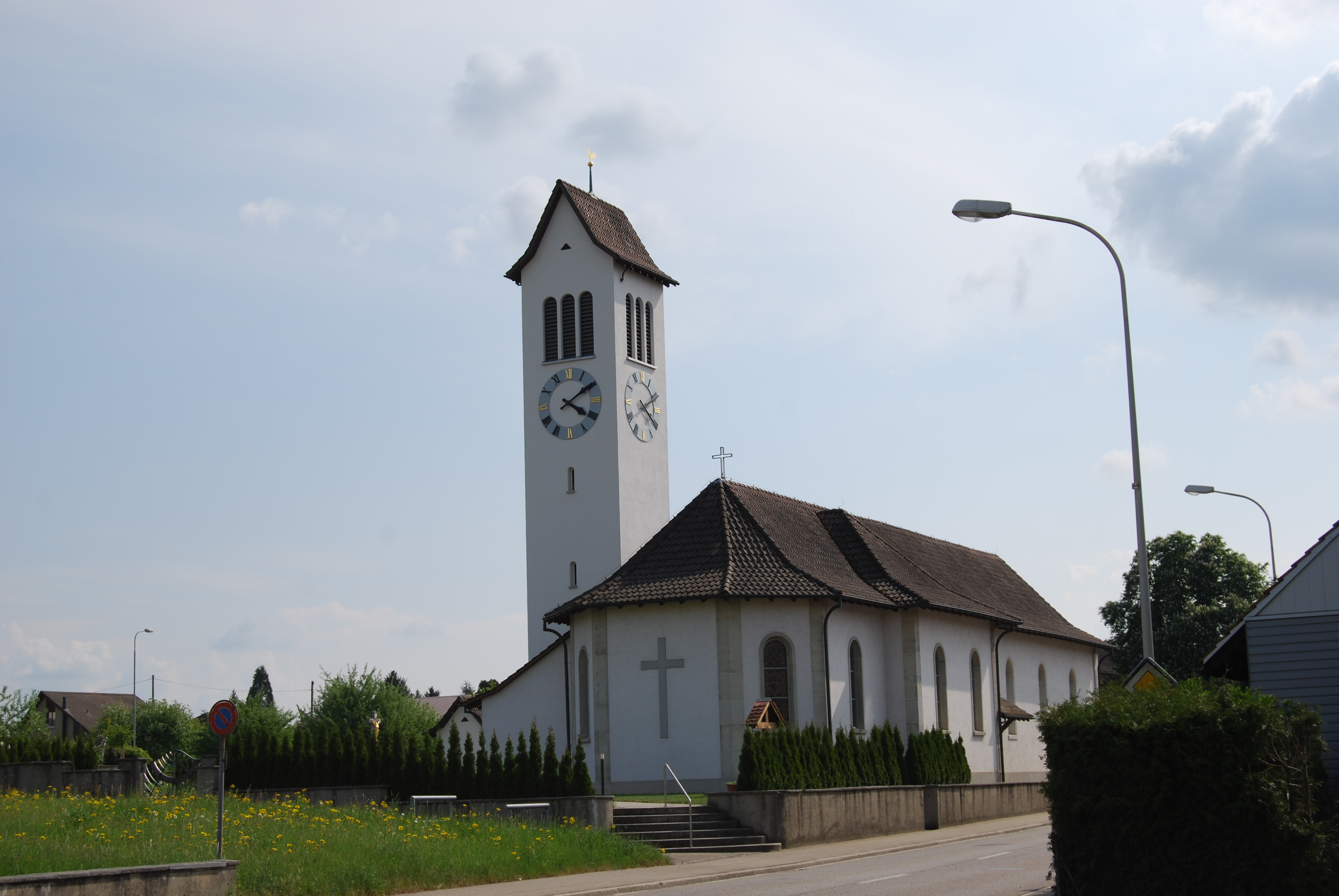
Gunzgen

Gunzgen telt 1563 inwoners.